# Glenn Buchanan
Glenn Robert Buchanan (Townsville, 19 novembre 1962) è un ex nuotatore australiano.
Specializzato nello stile farfalla, ha vinto due medaglie di bronzo alle olimpiadi di Los Angeles 1984 nei 100 m farfalla e nella staffetta 4x100 m misti.

## Palmarès
- Olimpiadi
  - Los Angeles 1984: bronzo nei 100 m farfalla e nella staffetta 4x100 m misti.